# Чемпионат мира по стрельбе из лука 1985
Чемпионат мира по стрельбе из лука 1985 года — 33-й чемпионат мира по стрельбе из лука. Соревнование было проведено в Сеуле (Республика Корея) в октябре 1985 года и был организован Всемирной федерацией стрельбы из лука (FITA).

## Медалисты

### Классический лук
| Дисциплина                     | Золото           | Серебро             | Бронза            |
| Мужчины. Индивидуальный турнир | Ричард Маккинни  | Ку Джа Чонг         | Такайоши Мацусита |
| Женщины. Индивидуальный турнир | Ирина Солдатова  | Людмила Аржанникова | Ким Джин Хо       |
| Мужчины. Командный турнир      | Республика Корея | США                 | Швеция            |
| Женщины. Командный турнир      | СССР             | Республика Корея    | ФРГ               |

## Медальный зачёт
| Место | Страна           | Золото | Серебро | Бронза | Всего |
| ----- | ---------------- | ------ | ------- | ------ | ----- |
| 1     | СССР             | 2      | 1       | -      | 3     |
| 2     | Республика Корея | 1      | 2       | 1      | 4     |
| 3     | США              | 1      | 1       | -      | 2     |
| 4     | ФРГ              | -      | -       | 1      | 1     |
| 4     | Япония           | -      | -       | 1      | 1     |
| 4     | Швеция           | -      | -       | 1      | 1     |